# Fárax
Fárax fue un general y almirante espartano (último cuarto del siglo V a. C.-primera década del siglo IV a. C.) activo durante la última veintena de años de la guerra del Peloponeso, y que tuvo una actuación destacada durante la batalla de Mantinea (418 a. C.).

## Biografía
Cuando Dionisio I de Siracusa, ya en la cima de su poder, reanudó la guerra contra Cartago en los años que culminaron en el 396 a. C., Esparta le envió treinta trirremes bajo el mando de Fárax en calidad de almirante.
Los siracusanos esperaban de esta expedición, la liberación de la tiranía de Dionisio, pero Fárax dejó claro que había acudido para ayudar a Siracusa y a Dionisio a luchar contra Cartago, y no para derrocar a Dionisio.
Existió otro Fárax, que luchó a favor del hijo de Dionisio, Dionisio II, más avanzado el siglo IV a. C.
Teopompo, dijo, sin que se sepa, a cuál de los dos Fárax se refería, que su estilo de vida era más siciliano y sibarítico que espartano. Ello podría indicar que el almirante Fárax tenía cualidades o relaciones especiales que hacían de él el hombre indicado para su misión en Siracusa.